# Otis Thorpe
Pour les articles homonymes, voir Thorpe.
Otis Henry Thorpe (né le 5 août 1962 à Boynton Beach, Floride) est un ancien joueur américain de basket-ball de NBA.

## Biographie
À sa sortie de "Lake Worth Community High School", Thorpe fut sélectionné par les Kings de Kansas City au premier tour (9e rang) de la draft 1984 et joua 17 saisons en NBA, dont sept ans et demi aux Rockets de Houston. C'est sous le maillot des Rockets que Thorpe participa à son seul All-Star Game en 1992.
En 1994, Thorpe faisait partie de l'équipe des Rockets de Houston ayant remporté le premier titre de champion NBA de l'histoire de la franchise. Il détient le record de la franchise du plus haut pourcentage de réussite aux tirs (55,9 %).
Les Rockets changèrent leur effectif la saison suivante, l'équipe envoyant notamment Thorpe aux Trail Blazers de Portland dans un transfert permettant de récupérer Clyde Drexler. Il jouera seulement 34 matchs pour les Blazers avant de rejoindre les Pistons de Détroit de Grant Hill pour les deux années suivantes.
Au début de la saison 1997-1998, les Pistons transférèrent Thorpe aux Grizzlies de Vancouver contre un futur premier tour de draft. Ce transfert eut d'énormes incidences sur la franchise canadienne lors de la draft 2003 : alors qu'ils bénéficiaient du deuxième choix d'une draft comportant Carmelo Anthony, Dwyane Wade et Chris Bosh, ils furent obligés de laisser ce choix aux Pistons car ils n'avaient pas encore honoré leur engagement dans le transfert.
Thorpe disputera 47 matchs avec les Grizzlies avant de retourner aux Kings. Lors de l'intersaison, il fut transféré (en compagnie de Mitch Richmond) aux Wizards de Washington contre Chris Webber. Il disputera ses deux dernières saisons au Heat de Miami et aux Hornets de Charlotte. Lorsque Thorpe participa à son dernier match en 2001, il fut le dernier membre de l'équipe des Kings de Kansas City à prendre sa retraite.
Thorpe compila des moyennes en carrière de 14.0 points et 8.2 rebonds par match. Il prit donc sa retraite avec le maillot des Hornets de Charlotte en 2001, terminant sa carrière avec plus de 17 000 points et 10 000 rebonds.

## Pour approfondir
- Liste des joueurs en NBA ayant joué plus de 1 000 matchs en carrière.
- Liste des joueurs les plus assidus en NBA en carrière.
- Liste des meilleurs marqueurs en NBA en carrière.
- Liste des meilleurs rebondeurs en NBA en carrière.
- Liste des joueurs NBA ayant perdu le plus de ballons en carrière.